# Orles Aragón
Orles Alejandro Aragón Perea (Bogotá; 14 de junio de 1997) es un futbolista colombiano. Juega como delantero centro en la Unión Magdalena de la Categoría Primera A de Colombia.

## Carrera en clubes

### Millonarios F. C.
Hizo su proceso formativo en el club deportivo Centenario en el barrio Olaya de Bogotá donde se caracterizó por el gol y estar en sus categorías presente, de aquí empezó a ser referente de su equipo y Millonarios se fijó en él para que continuara haciendo su proceso en las inferiores del club.
Llegó a Millonarios a inicios del año 2016 cuando tenía 18 años de edad. Ha hecho el proceso de divisiones inferiores en el club albiazul, desde las categoría sub-20.
Su primera convocatoria la recibió el 22 de marzo de 2018 en el juego que se empató a un gol contra Alianza Petrolera.
Debuta como profesional el 25 de marzo en el empate a un gol contra Jaguares de Córdoba entrando el minuto 63 por Santiago Montoya.
El 2 de agosto de 2019 renueva su contrato con Millonarios hasta diciembre de 2022.

### Valledupar F. C.
Luego de renovar su vínculo con el club embajador es cedido al Valledupar F.C., club con el cual Millonarios sostiene un convenio.

## Estadísticas

### Clubes
| Club                        | Div.                | Temporada           | Liga  | Liga  | Liga  | Copa Nacional | Copa Nacional | Copa Nacional | Copa Internacional | Copa Internacional | Copa Internacional | Total | Total | Total |
| Club                        | Div.                | Temporada           | Part. | Goles | Asis. | Part.         | Goles         | Asis.         | Part.              | Goles              | Asis.              | Part. | Goles | Asis. |
| --------------------------- | ------------------- | ------------------- | ----- | ----- | ----- | ------------- | ------------- | ------------- | ------------------ | ------------------ | ------------------ | ----- | ----- | ----- |
| Millonarios · Colombia      | 1.ª                 | 2018                | 2     | 0     | 0     | 0             | 0             | 0             | 3                  | 0                  | 0                  | 5     | 0     | 0     |
| Millonarios · Colombia      | 1.ª                 | 2019                | 1     | 0     | 0     | 3             | 0             | 0             | 0                  | 0                  | 0                  | 4     | 0     | 0     |
| Millonarios · Colombia      | Total               | Total               | 3     | 0     | 0     | 3             | 0             | 0             | 3                  | 0                  | 0                  | 9     | 0     | 0     |
| Valledupar F. C. · Colombia | 2.ª                 | 2019                | 6     | 1     | 0     | 0             | 0             | 0             | 0                  | 0                  | 0                  | 6     | 1     | 0     |
| Valledupar F. C. · Colombia | Total               | Total               | 6     | 1     | 0     | 0             | 0             | 0             | 0                  | 0                  | 0                  | 6     | 1     | 0     |
| Total en su carrera         | Total en su carrera | Total en su carrera | 9     | 1     | 0     | 3             | 0             | 0             | 3                  | 0                  | 0                  | 15    | 1     | 0     |